# Санта Инез (Калифорнија)
Санта Инез (Калифорнија) (енгл. Santa Ynez) насељено је место без административног статуса у америчкој савезној држави Калифорнија.

## Демографија
По попису из 2010. године број становника је 4.418, што је 166 (-3,6%) становника мање него 2000. године.
| Група             | 2000.         | 2010.         |
| Белци             | 3.977 (86,8%) | 3.469 (78,5%) |
| Афроамериканци    | 8 (0,2%)      | 12 (0,3%)     |
| Азијати           | 59 (1,3%)     | 51 (1,2%)     |
| Хиспаноамериканци | 422 (9,2%)    | 639 (14,5%)   |
| Укупно            | 4.584         | 4.418         |